# Wojskowy Związek Rosyjskich Nacjonalistów
Wojskowy Związek Rosyjskich Nacjonalistów (ros. Боевой Союз Русских Националистов, BSRN) – rosyjska organizacja kolaboracyjna wobec Niemiec podczas II wojny światowej.
Organizacja została założona na pocz. kwietnia 1942 r. w obozie dla jeńców wojennych z Armii Czerwonej w Suwałkach. Początkowo miała nazwę Narodowa Partia Narodu Rosyjskiego. Utworzył ją ppłk Władimir W. Gil, b. szef sztabu sowieckiej 229 Dywizji Strzeleckiej, który przyjął pseudonim „Rodionow”. Jednym z założycieli był gen. mjr Paweł W. Bogdanow, b. dowódca 48 Dywizji Strzeleckiej. BSRN grupował sowieckich oficerów i szeregowych żołnierzy osadzonych w suwalskim obozie. Działał pod nadzorem SD.
Każdy wstępujący do BSRN wypełniał specjalną ankietę, otrzymywał legitymację partyjną i podpisywał pisemną przysięgę na wierność kierownictwu organizacji. W czerwcu został napisany przez ppłk. W. Gila-Rodionowa program BSRN, po czym w Bresławlu odbyła się konferencja z udziałem 35 delegatów, na której zapowiedziano powołanie przedstawicielstwa „nowej Rosji”. Przewodniczący BSRN liczył na powierzenie mu kierowania okupacyjną polityką na zajętych obszarach ZSRR. Jednostki bojowe BSRN nazywano bojowymi drużynami.
Tymczasem pod koniec kwietnia 1942 r. kierownictwo partii, podporządkowanej Unternehmen „Zeppelin”, Niemcy przenieśli na teren obozu koncentracyjnego Sachsenhausen, gdzie powstał sztab BSRN. Dzielił się on na 3 grupy: wojenną, specjalnego przeznaczenia (werbunek agentury) i przygotowania kadr. Na ich czele stanęli współpracownicy „Zepellina”. Po pewnym czasie w Sachsenhausen pozostała jedynie grupa przygotowania kadr, zaś pozostałe zostały przeniesione do różnych obozów „Zeppelina”.
Wojskowa grupa pod przywództwem ppłk. W. W. Gila-Rodionowa, w liczbie ok. 100 osób, trafiła do Generalnego Gubernatorstwa, gdzie doszło do sformowania jednostki wojskowej w sile batalionu pod nazwą „Druschina Verband”. Jej dowódcą został ppłk W. W. Gil-Rodionow. Część Rosjan została skierowana do szkoły wywiadowczej „Zeppelina” w Jabłonnie pod Warszawą. Wkrótce batalion został przeniesiony do Starego Bychowa. W marcu 1943 r. w Łużkach na Nowogródczyźnie połączono go z innym batalionem pod nazwą „Druschina II” w 1 Rosyjski Pułk Narodowy SS, liczący ok. 2 tys. żołnierzy. Wkrótce przekształcono go w 1 Rosyjską Brygadę Narodową SS, liczącą ok. 2,5 tys. ludzi. Została ona skierowana na Białoruś do walki z partyzantami, podczas której część Brygady wraz z ppłk. W. Gil-Rodionowem – po zabiciu instruktorów niemieckich i części Rosjan, którzy nie chcieli zdradzić – przeszła 16 sierpnia na stronę partyzantów.